# Comuna Iisaku
Iisaku este o comună (vald) din Comitatul Ida-Viru, Estonia. Comuna cuprinde un târgușor (alevik) — Iisaku, reședința comunei și 17 sate.
Suprafața comunei este de 258 km².

## Localități componente

### Târgușoare
- Iisaku

### Sate
- Alliku
- Imatu
- Jõuga
- Kasevälja
- Kauksi
- Koldamäe
- Kuru
- Lipniku
- Lõpe
- Pootsiku
- Sõrumäe
- Sälliku
- Taga-Roostoja
- Tammetaguse
- Tärivere
- Vaikla
- Varesmetsa